# アンフルヴィル (カルヴァドス県)
アンフルヴィル （Amfreville）は、フランス、バス＝ノルマンディー地域圏、カルヴァドス県のコミューン。

## 地理
アンフルヴィルはオルヌ川沿いにあり、オルヌ川河口の町サルヌルから2kmほどしか離れていない。

## 歴史
ノルマンディー上陸作戦の上陸地点である海岸に近いため、アンフルヴィルが連合国軍によって解放されたのは1944年6月6日だった。

## 人口統計
| 1962年 | 1968年 | 1975年 | 1982年 | 1990年 | 1999年 | 2006年 |
| ------ | ------ | ------ | ------ | ------ | ------ | ------ |
| 482    | 444    | 615    | 819    | 905    | 1 056  | 1 187  |

## 姉妹都市
- ドルトン (デヴォン)、イギリス
- ヒレルゼ、ドイツ
- ブルネハウト、ベルギー